# NGC 261
NGC 261 (ook wel ESO 29-EN12) is een emissienevel in het sterrenbeeld Toekan in de Kleine Magelhaense Wolk.
NGC 261 werd op 5 september 1826 ontdekt door de Schotse astronoom James Dunlop.